# 番記者
番記者（ばんきしゃ）とは、特定の取材対象者に密着して取材を行う記者のことを言う。

## 特徴
番記者は、基本的に取材対象者の動静を継続的に追い、情報やコメントを引き出したりすることが重要な役割とされている。つまり、取材対象者との距離が近くなればなるほど、重要な情報を得ることができ、時にはスクープを得ることもある。
政界においては番記者の存在が必要不可欠なものとなっており、各マスコミは与野党の有力政治家や派閥に番記者を配置し、情報やコメントを引き出すことに腐心している。
なお、配置された番記者のことを「○○（取材対象者の名前・役職）番」と呼ぶ。
取材形式としては様々あり、記者会見場における公式な記者会見の形式、取材対象者の執務先での非公式なぶら下がりの形式、非公開の記者懇談会の形式や、自動車や列車など相手の乗り物に同乗して聞き出す「ハコ乗り」や、早朝や深夜に取材対象者宅に訪問しての「夜討ち・朝駆け（ようち・あさがけ）」形式などもある。
また、警察幹部や捜査員への「夜回り」「サツ回り」という自宅取材もあり、初任記者が研修的に数年間ほど配属されることが多い。
スポーツの世界においても、選手や監督に番記者を配置し、試合後にコメントを引き出し、記事にしている。
フレデリック・フォーサイスはロイターの特派員時代にシャルル・ド・ゴール大統領の番記者となったが、その時に得た警備などの情報を元に『ジャッカルの日』を執筆した。

## 問題点
番記者は取材対象者と距離が近くなるため、癒着が生まれることもある。取材関係との維持ばかりに努力して相手の考えに染まったり、重症になると取り込まれてしまい、何を読者や国民に伝えるべきなのか忘れてしまう例も多い。
実際、読売新聞社･主筆の渡辺恒雄は、著書「渡辺恒雄回顧録」で政治部記者時代に、1960年（昭和35年）に起こった「60年安保騒動」で、当時大学生だった樺美智子が国会議事堂前で圧死する事件が起こった際に、総理大臣官邸（現在の総理大臣公邸）裏の官房長官官舎で、日本国政府声明の文章を執筆したことを明らかにしている。
また新聞社としても、事件ネタを追う記者ばかりが優勢になり、やがて幹部を占め、早い回転人事で専門性の高い新聞記者が育たず、社会部の記者が突然に専門知識の必要な原発問題に配属されても分からず、分析できず、国や電力会社の発表記事ばかりと批判されたこともある。